# Chrysochloroma megaloptera
Chrysochloroma megaloptera là một loài bướm đêm trong họ Geometridae.